# Trident Ploughshares
Trident Ploughshares (hette ursprungligen Trident Ploughshares 2000) är en plobillsaktivistgrupp i Storbritannien som arbetar mot kärnvapen. Gruppen skapades 1998 och dess fokus ligger på att försöka avrusta Storbritanniens "Trident" kärnvapensystem. Gruppen arbetar med icke-våld och civil olydnad. 
Trident Ploughshares har fått mycket uppmärksamhet både för sina icke-våldsliga avrustningsaktioner och för massolydnadsaktioner utanför de brittiska flottbaser som är kopplade till Trident.
2001 tilldelades Trident Ploughshares Right Livelihood Award vid prisutdelningen i Riksdagshuset i Stockholm. 